# Heterixalus punctatus
Espèce
Statut de conservation UICN

 LC  : Préoccupation mineure
Heterixalus punctatus est une espèce d'amphibiens de la famille des Hyperoliidae.

## Répartition
Cette espèce est endémique de Madagascar. Elle se rencontre jusqu'à 900 m d'altitude dans le centre-Est de l'île,.

### Publication originale
- Glaw & Vences, 1994 : A Fieldguide to the Amphibians and Reptiles of Madagascar - Including Mammals and Freshwater Fish. ed. 2, p. 1-331  (ISBN 3-929449-01-3)